# Mark Dvorzhetski
Mark Dvorzhetski (hébreu : מרק דבורז'צקי) est un médecin, historien et survivant israélien de la Shoah, né le 3 mai 1908 en Lituanie (Empire russe) et mort le 15 mars 1975 en Israël.

## Biographie
Dvorzhetski naît en 1908 en Lituanie, alors rattachée à l'Empire russe. Il émigre en Israël après la Seconde Guerre mondiale. Il rédige de nombreux ouvrages sur la Shoah, notamment en lien avec les pays baltes et le monde médical.
Dvorzhetski reçoit le prix Israël des sciences sociales en 1953, année d'inauguration du prix.

## Ouvrages publiés
- (en) Between the Pieces - autobiographie
- (en) Jerusalem of Lithuania in Revolt and in the Holocaust – Histoire du ghetto de Vilnius et du Mouvement de résistance
- (en) Europe without Children: Nazi Plans for Biological Destruction
- (en) The Jewish Camps in Estonia
- Hirshke Glik, Paris, 1966 [2]